# Anyllis
Anyllis is een geslacht van halfvleugeligen uit de familie schuimcicaden (Cercopidae). De wetenschappelijke naam van dit geslacht is voor het eerst geldig gepubliceerd in 1906 door Kirkaldy.

## Soorten
Het geslacht Anyllis omvat de volgende soorten:
- Anyllis gibbosus Liang & Wang, 2012
- Anyllis leiala Kirkaldy, 1906
- Anyllis pseudotiegsi Liang & Wang, 2012
- Anyllis spinostylus Liang, 2005
- Anyllis tiegsi (China, 1952)